# Richard Geaves
Richard Lyon Geaves (6 tháng 5 năm 1854 – 21 tháng 3 năm 1935) là một cầu thủ bóng đá có 1 lần ra sân cho Anh trong trận đấu quốc tế trước Scotland, thi đấu ở vị trí outside left ngày 6 tháng 3 năm 1875.
Ông sinh ra ở Mexico, theo học tại Trường Harrow và Gonville and Caius College, Cambridge, thi đấu cho Clapham Rovers và Old Harrovians, tham gia 14th Prince of Wales Yorkshire Regiment trở thành đội trưởng trong 6 năm trước khi rời đi năm 1881. Ông là người gốc México đầu tiên đại diện cho tuyển Anh.